# Carlsbad Classic 2015, парний розряд
L'anno scorso il torneo non si è disputato.
Габріела Се і Вероніка Сепеде Ройг hanno sconfitto Oksana Kalašnikova і Татьяна Марія per 1-6, 6-4, [10-8].

## Сіяні пари
| 1. Oksana Kalašnikova / Татьяна Марія (фінал) 2. Габріела Дабровскі / Шерон Фічмен (чвертьфінал) | 1. Паула Крістіна Гонсалвеш / Саназ Маранд (чвертьфінал) 2. Юлія Глушко / Ребекка Петерсон (півфінал) |

## Основна сітка

### Легенда
| - Q = Кваліфаєр - WC = Вайлд-кард - LL = Щасливий лузер | - Alt = Заміна - SE = Виняток - PR = Захищений рейтинг | - w/o = Без гри - r = Зняття - d = Присуджено перемогу |

Шаблон:Torneo-tennis-quarti-3

## Note
- Архівована копія (PDF). Архів оригіналу (PDF) за 28 листопада 2015. Процитовано 2 жовтня 2019. {{cite web}}: Текст «Tabellone doppio» проігноровано (довідка)Обслуговування CS1: Сторінки з текстом «archived copy» як значення параметру title (посилання)